# Bộ Nông nghiệp và Phát triển nông thôn (Việt Nam)
Bộ Nông nghiệp và Phát triển nông thôn là cơ quan cũ của Chính phủ thực hiện chức năng quản lý nhà nước về các ngành, lĩnh vực: nông nghiệp, lâm nghiệp, diêm nghiệp, thủy sản, thủy lợi, phòng, chống thiên tai, phát triển nông thôn; quản lý nhà nước đối với các dịch vụ công trong các ngành, lĩnh vực thuộc phạm vi quản lý của bộ theo quy định của pháp luật.
Bộ Nông nghiệp và Phát triển nông thôn được thành lập từ năm 1995 trên cơ sở hợp nhất 3 Bộ: Nông nghiệp-Công nghiệp thực phẩm; Lâm nghiệp và Thủy lợi.
Ngày 18 tháng 6 năm 2005, Thủ tướng Chính phủ ký Quyết định số 890/QĐ-TTg lấy ngày 14 tháng 11 hằng năm là "Ngày Truyền thống ngành Nông nghiệp và Phát triển nông thôn Việt Nam" nhằm tôn vinh và khảng định vai trò của sự phát triển nông nghiệp, nông thôn, nông dân luôn luôn gắn liền với lịch sử hình thành và phát triển của đất nước.
Ngày 18 tháng 2 năm 2025, Bộ này sáp nhập, hợp nhất với Bộ Tài nguyên và Môi trường, thành lập Bộ mới là Bộ Nông nghiệp và Môi trường, kết thúc hoạt động, theo Nghị quyết của Quốc hội Việt Nam trong phiên họp không thường kỳ.

## Lịch sử
Tiền thân của Bộ Nông nghiệp và Phát triển Nông thôn là Bộ Canh nông, ngày 14 tháng 11 năm 1945, Chủ tịch Hồ Chí Minh đã ký Sắc lệnh thành lập Bộ Canh nông với nhiệm vụ chăm lo chỉ đạo phát triển nền nông, lâm nghiệp nước nhà, trên cơ sở Nha Nông-Mục-Thủy-Lâm thuộc Bộ Kinh tế quốc gia. Bộ trưởng đầu tiên là ông Cù Huy Cận.
Sau khi kiểm soát hoàn toàn miền Bắc, tháng 2 năm 1955, chính phủ Việt Nam Dân chủ Cộng hòa thành lập Bộ Nông lâm, thay cho Bộ Canh nông cũ. Đến cuối năm 1960 tách Bộ Nông lâm thành 4 tổ chức: Bộ Nông nghiệp, Bộ Nông trường, Tổng cục Thủy sản và Tổng cục Lâm nghiệp. Đến tháng 12 năm 1969, Bộ Lương thực và Thực phẩm được thành lập trên cơ sở hợp nhất Tổng cục Lương thực với ngành Công nghiệp chế biến thực phẩm tách từ Bộ Công nghiệp nhẹ ra. Bộ trưởng đầu tiên là ông Ngô Minh Loan.
Ngày 1 tháng 4 năm 1971, Ủy ban Thường vụ Quốc hội Việt Nam Dân chủ Cộng hòa phê chuẩn việc thành lập Ủy ban Nông nghiệp Trung ương trên cơ sở hợp nhất Bộ Nông nghiệp, Bộ Nông trường và Ban quản lý hợp tác xã sản xuất nông nghiệp.
Năm 1976, Ủy ban Nông nghiệp Trung ương được đổi tên lại thành Bộ Nông nghiệp với Bộ trưởng là ông Võ Thúc Đồng. Đồng thời, Bộ Hải sản cũng được thành lập trên cơ sở của Tổng cục Thủy sản, do Phó thủ tướng Võ Chí Công kiêm Bộ trưởng; và Bộ Lâm nghiệp được thành lập trên cơ sở của Tổng cục Lâm nghiệp, do ông Hoàng Văn Kiểu làm Bộ trưởng.
Tháng 1 năm 1981, Bộ Lương thực và Thực phẩm giải thể, thành lập 2 Bộ mới là Bộ Lương thực và Bộ Công nghiệp Thực phẩm. Đến tháng 7 cùng năm, Bộ Thủy sản được thành lập trên cơ sở Bộ Hải sản.
Ngày 16 tháng 2 năm 1987, Hội đồng Nhà nước ra Nghị quyết số 782 NQ HĐNN 7 về việc thành lập Bộ Nông nghiệp và Công nghiệp thực phẩm trên cơ sở sáp nhập 3 Bộ: Nông nghiệp, Lương thực và Công nghiệp thực phẩm.
Từ ngày 3/10-28/10/1995, tại kỳ họp thứ 8 của Quốc hội khoá 9 thông qua Nghị định về việc thành lập Bộ Nông nghiệp và Phát triển nông thôn trên cơ sở hợp nhất 3 Bộ: Bộ Lâm nghiệp, Bộ Nông nghiệp và Công nghiệp thực phẩm và Bộ Thủy lợi.

Ngày 31 tháng 7 năm 2007, Quốc hội Việt Nam ra Nghị quyết sáp nhập Bộ Thủy sản vào Bộ Nông nghiệp và Phát triển Nông thôn.
Theo chủ trương tinh gọn bộ máy của Đảng Cộng sản Việt Nam, ngày 18 tháng 2 năm 2025, Bộ Nông nghiệp và Phát triển Nông thôn hợp nhất với Bộ Tài nguyên và Môi trường, trở thành Bộ Nông nghiệp và Môi trường.

## Nhiệm vụ và quyền hạn
Căn cứ theo Nghị định số 123/2016/NĐ-CP ngày 1/9/2016 của Chính phủ quy định chức năng, nhiệm vụ, quyền hạn và cơ cấu tổ chức của bộ, cơ quan ngang bộ, Nghị định số 101/2020/NĐ-CP ngày 28 tháng 8 năm 2020 của Chính phủ sửa đổi, bổ sung một số điều của Nghị định số 123/2016/NĐ-CP và Nghị định số 105/2022/NĐ-CP ngày 22/12/2022 của Chính phủ quy định chức năng, nhiệm vụ, quyền hạn và cơ cấu tổ chức của Bộ Nông nghiệp và Phát triển nông thôn, Bộ có những nhiệm vụ, quyền hạn chính sau đây:
- Trình Chính phủ dự án luật, dự thảo nghị quyết của Quốc hội, dự án pháp lệnh, dự thảo nghị quyết của Ủy ban Thường vụ Quốc hội, dự thảo nghị quyết, nghị định của Chính phủ theo chương trình, kế hoạch xây dựng pháp luật hằng năm của Bộ đã được phê duyệt và các dự án, đề án theo sự phân công của Chính phủ, Thủ tướng Chính phủ.
- Thực hiện chức năng quản lý nhà nước về:

1. Trồng trọt và bảo vệ thực vật.
2. Chăn nuôi và thú y.
3. Thủy sản.
4. Diêm nghiệp.
5. Lâm nghiệp.
6. Thủy lợi.
7. Phòng, chống thiên tai.
8. Phát triển nông thôn.
9. An toàn thực phẩm nông, lâm, thủy sản và muối.
10. Quản lý chất lượng đối với giống, vật tư, gia súc, gia cầm, vật nuôi, dụng cụ, thiết bị, sản phẩm, dịch vụ nông, lâm, diêm nghiệp, thủy sản và công trình thủy lợi, đê điều.
11. Bảo quản, chế biến, vận chuyển nông lâm sản, thủy sản.
12. Thương mại nông lâm thủy sản và muối.
13. Quản lý đầu tư, đầu tư xây dựng.
14. Doanh nghiệp, hợp tác xã và các loại hình kinh tế tập thể, tư nhân khác.
15. Quản lý dự trữ quốc gia về giống cây trồng, thuốc bảo vệ thực vật, thuốc thú y và hàng hóa khác theo phân công của Chính phủ.
16. Khoa học và công nghệ (trong ngành, lĩnh vực thuộc phạm vi quản lý nhà nước của bộ).
17. Khuyến nông.
18. Bảo vệ môi trường, biến đổi khí hậu và đa dạng sinh học (thuộc ngành, lĩnh vực do bộ quản lý theo quy định của pháp luật).

- Thường trực quốc gia về công tác phòng, chống thiên tai; kế hoạch bảo vệ và phát triển rừng; xây dựng nông thôn mới; chống sa mạc hóa; quản lý buôn bán quốc tế các loài động, thực vật hoang dã nguy cấp quý hiếm; phòng, chống dịch bệnh gia súc, gia cầm theo quy định của pháp luật.
- Thực hiện các nhiệm vụ, quyền hạn khác do Chính phủ, Thủ tướng Chính phủ giao hoặc theo quy định của pháp luật.

## Cơ cấu tổ chức

### Các đơn vị hành chính và đơn vị sự nghiệp phục vụ thực hiện chức năng quản lý nhà nước
(Theo Điều 3, Nghị định số 105/2022/NĐ-CP ngày 22 tháng 12 năm 2022 của Chính phủ)

#### Các đơn vị hành chính thực hiện chức năng quản lý nhà nước
- Vụ Kế hoạch
- Vụ Tài chính
- Vụ Khoa học, Công nghệ và Môi trường
- Vụ Hợp tác quốc tế
- Vụ Tổ chức cán bộ
- Vụ Pháp chế
- Văn phòng Bộ
- Thanh tra Bộ
- Cục Trồng trọt
- Cục Bảo vệ thực vật
- Cục Chăn nuôi
- Cục Thú y
- Cục Quản lý xây dựng công trình
- Cục Kinh tế hợp tác và Phát triển nông thôn
- Cục Chất lượng, Chế biến và Phát triển thị trường
- Cục Lâm nghiệp
- Cục Kiểm lâm
- Cục Thủy lợi
- Cục Thủy sản
- Cục Kiểm ngư
- Cục Quản lý đê điều và Phòng, chống thiên tai
- Văn phòng Điều phối Lưu trữ ngày 27 tháng 4 năm 2023 tại Wayback Machine Chương trình mục tiêu quốc gia về xây dựng nông thôn mớiHạt Kiểm lâm Rừng đặc dụng Bà Nà-Núi Chúa, Hòa Ninh, Hòa Vang, Đà Nẵng.

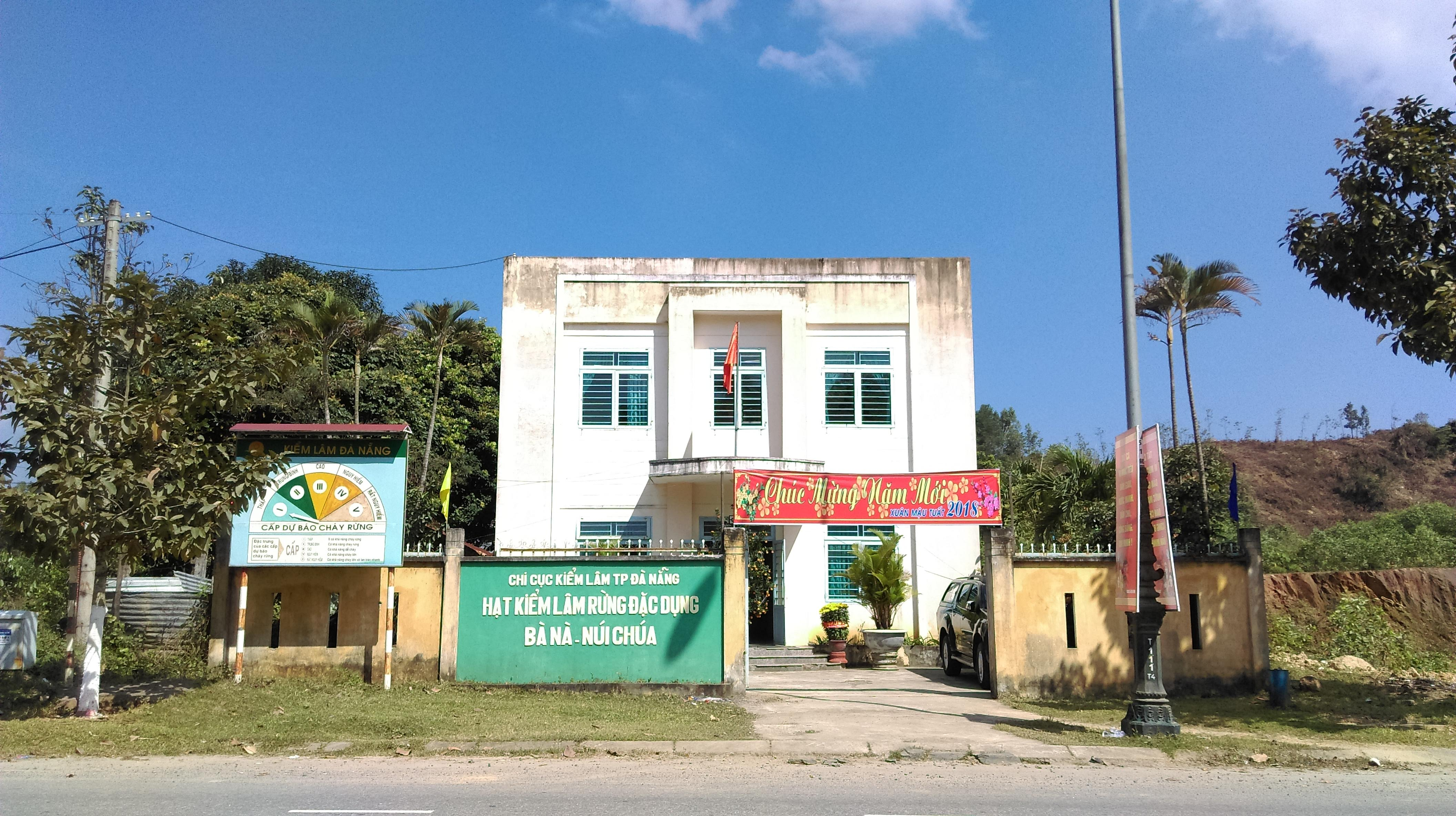
Hạt Kiểm lâm Rừng đặc dụng Bà Nà-Núi Chúa, Hòa Ninh, Hòa Vang, Đà Nẵng.

#### Các đơn vị sự nghiệp
- Viện Chính sách và Chiến lược phát triển nông nghiệp nông thôn
- Trường Cán bộ quản lý nông nghiệp và Phát triển nông thôn
- Trường Chính sách công và Phát triển nông thôn
- Trung tâm Chuyển đổi số và Thống kê nông nghiệp
- Trung tâm Khuyến nông quốc gia
- Báo Nông nghiệp Việt Nam
- Tạp chí Nông nghiệp và Phát triển nông thôn

### Các đơn vị sự nghiệp công lập khác
(Theo Quyết định số 999/QĐ-TTg ngày 19 tháng 6 năm 2014 của Thủ tướng Chính phủ)
Các đơn vị sự nghiệp công lập thuộc thẩm quyền quyết định của Thủ tướng Chính phủ
- Trường Đại học Nông Lâm Thành phố Hồ Chí Minh
- Học viện Nông nghiệp Việt Nam
- Trường Đại học Thủy Lợi
- Trường Đại học Lâm nghiệp
- Trường Đại học Nông - Lâm Bắc Giang
- Viện Khoa học Nông nghiệp Việt Nam
- Viện Khoa học Thủy lợi Việt Nam
- Viện Khoa học Lâm nghiệp Việt Nam
- Viện Nghiên cứu Nuôi trồng thủy sản I (Bắc Ninh)
- Viện Nghiên cứu Nuôi trồng thủy sản II (thành phố Hồ Chí Minh)
- Viện Nghiên cứu Nuôi trồng thủy sản III (Khánh Hoà)
- Viện Nghiên cứu Hải sản
- Viện Chăn nuôi
- Viện Thú y
- Viện Cơ điện nông nghiệp và Công nghệ sau thu hoạch
- Viện Quy hoạch và Thiết kế nông nghiệp
- Viện Quy hoạch Thủy lợi
- Viện Quy hoạch Thủy lợi Miền Nam
- Viện Điều tra, Quy hoạch rừng
- Viện Kinh tế và Quy hoạch thủy sản
- Ban Quản lý các Dự án Nông nghiệp
- Ban Quản lý Trung ương các Dự án Thủy lợi
- Ban Quản lý các Dự án Lâm nghiệp
- Ban Quản lý Đầu tư và Xây dựng Thủy lợi 1
- Ban Quản lý Đầu tư và Xây dựng Thủy lợi 2
- Ban Quản lý Đầu tư và Xây dựng Thủy lợi 3
- Ban Quản lý Đầu tư và Xây dựng Thủy lợi 4
- Ban Quản lý Đầu tư và Xây dựng Thủy lợi 5
- Ban Quản lý Đầu tư và Xây dựng Thủy lợi 6
- Ban Quản lý Đầu tư và Xây dựng Thủy lợi 7
- Ban Quản lý Đầu tư và Xây dựng Thủy lợi 8
- Ban Quản lý Đầu tư và Xây dựng Thủy lợi 9
- Ban Quản lý Đầu tư và Xây dựng Thủy lợi 10
- Bệnh viện Đa khoa Nông nghiệp
- Trung tâm Xúc tiến thương mại Nông nghiệp

Các đơn vị sự nghiệp công lập thuộc thẩm quyền quyết định của Bộ trưởng Bộ Giáo dục và Đào tạo
- Trường Cao đẳng Cơ điện và Nông nghiệp Nam Bộ
- Trường Cao đẳng Công nghệ và Kinh tế Bảo Lộc
- Trường Cao đẳng Công nghệ và Kinh tế Hà Nội
- Trường Cao đẳng Công nghệ, Kinh tế và Thủy lợi miền Trung
- Trường Cao đẳng Lương thực - Thực phẩm
- Trường Cao đẳng Nông lâm Đông Bắc
- Trường Cao đẳng Nông nghiệp Nam Bộ
- Trường Cao đẳng Nông nghiệp và Phát triển nông thôn Bắc Bộ
- Trường Cao đẳng Thủy lợi Bắc Bộ
- Trường Cao đẳng Kinh tế, Kỹ thuật và Thủy sản
- Trường Cao đẳng Kinh tế và Công nghệ thực phẩm

Các đơn vị sự nghiệp công lập thuộc thẩm quyền quyết định của Bộ trưởng Bộ Lao động – Thương binh và Xã hội
- Trường Cao đẳng Cơ điện Hà Nội
- Trường Cao đẳng Cơ điện Phú Thọ
- Trường Cao đẳng Cơ điện và Thủy lợi
- Trường Cao đẳng Cơ điện Tây Bắc
- Trường Cao đẳng Cơ điện Xây dựng Việt Xô
- Trường Cao đẳng Cơ điện và Xây dựng Bắc Ninh
- Trường Cao đẳng Cơ điện, Xây dựng và Nông lâm Trung Bộ
- Trường Cao đẳng Cơ điện và Công nghệ thực phẩm Hà Nội
- Trường Cao đẳng Cơ giới
- Trường Cao đẳng Cơ giới Ninh Bình
- Trường Cao đẳng Cơ giới và Thủy lợi
- Trường Cao đẳng Cơ khí nông nghiệp
- Trường Cao đẳng Công nghệ và Nông lâm Đông Bắc
- Trường Cao đẳng Công nghệ và Nông lâm Phú Thọ
- Trường Cao đẳng Công nghệ và Nông lâm Nam Bộ
- Trường Cao đẳng Công nghệ, Kinh tế và Chế biến lâm sản
- Trường Cao đẳng Công nghệ, Kinh tế và Thủy sản

### Một số đơn vị ngoài danh sách khác
- Công ty TNHH MTV Nhà xuất bản Nông nghiệp

## Lãnh đạo Bộ qua các thời kỳ

### Thứ trưởng qua các thời kỳ
1. Nguyễn Xuân Cường: nguyên Phó trưởng Ban Kinh tế Trung ương, nguyên Thứ trưởng Thường trực (2015-2016).
2. Cao Đức Phát: nguyên Bộ trưởng (2004-2016), hiện là Phó Trưởng ban Thường trực Ban Kinh tế Trung ương.
3. Lê Huy Ngọ: nguyên Bộ trưởng (1997-2004), Bí thư Tỉnh ủy Thanh Hóa, Bí thư Tỉnh ủy Vĩnh Phú, nguyên Phó Trưởng ban Thường trực Ban Tổ chức Trung ương Đảng Cộng sản Việt Nam.
4. Nguyễn Công Tạn: nguyên Phó Thủ tướng Chính phủ (1997-2002), nguyên Bộ trưởng (1987-1997).
5. Nguyễn Ngọc Trìu: nguyên Phó Chủ tịch Hội đồng Bộ trưởng (nay là Phó Thủ tướng Chính phủ), nguyên Bộ trưởng Bộ Nông nghiệp (nay là Bộ NN&PTNT)
6. Nguyễn Văn Hơn: nguyên Bí thư Tỉnh ủy An Giang, nguyên Thứ trưởng Thường trực.
7. Phạm Hồng Giang: nguyên Thứ trưởng (1997-2007), nghỉ hưu ngày 01/10/2007.
8. Nguyễn Việt Thắng: nguyên Thứ trưởng (nghỉ hưu năm 2008)
9. Nguyễn Ngọc Thuật: nguyên Thứ trưởng (nghỉ hưu ngày 01/03/2010)
10. Hồ Xuân Hùng: nguyên Thứ trưởng, nghỉ hưu ngày 01/11/2011.
11. Hứa Đức Nhị: nguyên Thứ trưởng (nghỉ hưu ngày 1/12/2011)
12. Lương Lê Phương: nguyên Thứ trưởng (nghỉ hưu ngày 1/1/2012)
13. Đào Xuân Học: nguyên Thứ trưởng (nghỉ hưu ngày 1/11/2012)
14. Diệp Kỉnh Tần: nguyên Thứ trưởng Thường trực (nghỉ hưu ngày 1/12/2012).
15. Bùi Bá Bổng: nguyên Thứ trưởng (nghỉ hưu ngày 01/03/2013)
16. Nguyễn Thị Xuân Thu: nguyên Thứ trưởng, nguyên Phó Bí thư Tỉnh ủy Thanh Hóa, nguyên Chủ tịch Hội Chữ thập đỏ Việt Nam
17. Nguyễn Đăng Khoa: nguyên Thứ trưởng (3/6/2011-1/4/2013)
18. Vũ Văn Tám: nguyên Thứ trưởng, nghỉ hưu ngày 1/8/2018
19. Hoàng Văn Thắng: nguyên Thứ trưởng (nghỉ hưu ngày 01/03/2019)
20. Hà Công Tuấn: nguyên Thứ trưởng Thường trực (2012-2021), nghỉ hưu ngày 01/5/2021
21. Lê Quốc Doanh: nguyên Thứ trưởng (2013-2022), nghỉ hưu ngày 01/11/2022